# U.K.
U.K. va ser un supergrup de rock progressiu britànic, actiu entre 1977 i 1980. La banda va ser fundada pel baixista John Wetton i el bateria Bill Bruford, antics integrants de King Crimson. La formació es va tancar amb el violinista/teclista Eddie Jobson, i el guitarrista Allan Holdsworth. Bruford i Holdsworth van abandonar el grup l'any 1978, i Bruford va ser substituït pel bateria Terry Bozzio. Jobson, Wetton i Bozzio van reformar U.K. per a una gira mundial l'any 2012.

## Història

### Formació i primer àlbum
John Wetton (anteriorment a Family,  Uriah Heep i Roxy Music) i Bill Bruford (anteriorment a  Yes) havien treballat junts amb King Crimson del 1972 al 1974, quan el guitarrista Robert Fripp va dissoldre el grup. El juliol del 1976, Bruford va proporcionar a Wetton maquetes originalment proposades per a un disc en solitari (dues d'aquestes maquetes van ser llançades més tard a l'àlbum de compilació Monkey Business l'any 1998).
Durant el setembre de 1976, Wetton i Bruford van formar una banda amb el teclista Rick Wakerman, qui havia treballat prèviament amb Bruford quan eren a Yes. El projecte es va aturar després d'assajos per part de la discogràfica de Wajerman. Segons Bruford, "A&M Records no estava disposat a deixar que la seva 'estrella' Wakerman, se'n anés amb una secció rítmica de King Crimson gastada i lleugerament bruta, i l'idea va fallar."
Llavors, Bruford i Wetton van acostar-se a Robert Fripp per intentar reformar King Crimson. Quan Fripp ho va rebutjar, Bruford i Wetton van decidir que cada un d'ells escolliria un altre músic per tal de formar una nova banda. Wetton va portar Eddie Jobson (anteriorment a Curved Air, Roxy Music i Frank Zappa), el qual havia conegut durant el breu temps que van estar de gira amb Roxy Music, per tant "robant-lo" de la formació de Zappa. Bruford va reclutar a Allan Holdsworth (anteriorment a Soft Machine, Gong,  Tempest i The Tony Williams Lifetime) el qual havia tocat amb Bruford al seu àlbum de debut, Feels Good To Me (1978).
La creació d'U.K. va coincidir amb la introducció del sintetitzador Yamaha CS-80, amb la qual cosa aquest instrument va convertir-se en una part integral del seu so en desenvolupament.
U.K. va llençar el seu àlbum debut homònim l'any 1978, seguit per una gira de suport. Després de dues llargues gires per Estats Units (del juny al octubre de 1978), Wetton i Jobson van decidir fer fora a Holdsworth a causa de les diferències musicals, i com que Bruford els havia indicat que afavoriria l'enfocament més improvitzacional de Holdsworth en cas de desavinença, Terry Bozzio (un altre membre de la banda de Zappa) va substituir a Bruford a la bateria. Bruford va emportar-se algunes peces instrumentals que va compondre per al repertori en directe amb U.K. ("Forever Until Sunday", "Sahara of Snow”), i les va enregistrar amb la seva banda en solitari 'Bruford' per al seu segon àlbum One of a Kind (1979).

### Formació de trio
Els U.K. van intentar sense èxit trobar un altre guitarrista abans de decidir-se a continuar com a trio. Així doncs, van gravar el segon àlbum d'estudi Danger Money, llençat el març de 1979, i van estar gran part d'aquell any actuant per Amèrica del nord com a teloners de Jethro Tull. L'àlbum va generar un petit 'hit', "Nothing to Lose", el qual va arribar al número 67 a les llistes del Regne Unit. Un disc en directe,Night After Night, va ser enregistrat al Japó aquella mateixa primavera per ser llençat al setembre de 1979. Un cop finalitzada la gira final per Europa el desembre de 1979, i malgrat els plans de gravar un nou àlbum d'estudi a Amèrica el 1980, U.K. es va dissoldre ja que Jobson i Wetton tenien idees diferents sobre com s'hauria de desenvolupar la banda. Jobson volia que UK tingués més temes instrumentals de llarga durada, mentre que Wetton pensava que tocant cançons més curtes i comercials era millor idea. Jobson va declarar que una cançó orientada al pop en particular va contribuir que la banda es dissolgués: "When Will You Realize", un tema que no era LP a la cara B del senzill "Night After Night", el qual Wetton gravaria de nou (amb lletres lleugerament diferents) l'any 1980 per al seu àlbum en solitari Caught in the Crossfire.

### Desenllaç
Jobson va treballar amb Jethro Tull a l'àlbum A (1980) i va continuar amb una carrera en solitari. Wetton, seguint la gravació del seu àlbum en solitari i un breu contacte amb Wishbone Ash (octubre-desembre de 1980), va deixar E.G. Records per a signar amb Geffen Records i el manager ex-Yes Brian Lane. D'aquesta forma, va començar Asia amb Steve Howe, Carl Palmer i Geoffrey Downes. Bozzio va formar el grup Missing Persons amb la seva esposa en aquell moment, Dale Bozzio, el guitarrista Warren Cuccurullo, el baixista Patrick O'Hearn i Chuck Wild als teclats– els quatre primers també provinents d'antigues formacions de Zappa. Holdsworth i Bozzio van tocar junts a HoBoLeMa, gairebé tres dècades més tard. John Wetton i Allan Holdsworth van morir l'any 2017.

### Projecte Legacy
Del 1995 al 1998, Jobson i Wetton van treballar junts per a un àlbum reunint U.K. de nou, i també van gravar contribucions de Bruford, Tony Levin, Steve Hackett i Francis Dunnery.
Quan Wetton ho va deixar, "Legacy" es va convertir en un projecte en solitari d'Eddie Jobson, amb Aaron Lipper substituint la veu de Wetton. No obstant, Jobson va acabar abandonant aquest projecte. Tres pistes planejades per a "Legacy" es van incloure a Voices of Life, una compilació de la Bulgarian's Women's Choir organitzada per Jobson.

### UKZ i reunions
A l'octubre de 2007, Jobson va anunciar una nova banda, UKZ, amb Lippert i Trey Gunn, antic baixista/guitarrista de King Crimson, entre d'altres. UKZ van llençar un EP anomenat "Radiation" el març de 2009. A finals d'aquell any, tant Wetton com Jobson van parlar d'una possible reunificació d'UK. Una gira de reunió al febrer/març de 2010 amb Jobson, Wetton, Marco Minnemann (de UKZ) a la bateria i Greg Howe (Victor Wooten, Vitalij Kuprij, Michael Jackson) a la guitarra va ser descrita als promotors, però no tindria lloc fins al 2011.
Wetton i Jobson van realitzar tres concerts a Polònia el novembre de 2009 com a part del projecte Jobson's Ultimate Zero (U-Z). La formació constava de Minnemann, Howe, i Tony Levin (chapman stick), els quals van tocar temes d'U.K. i King Crimson. El 2009 també es va llençar un CD compilat de vàries actuacions d'U-Z, titulat Ultimate Zero Tour - Live, que incloïa múltiples pistes dels shows a Polònia.
L'11 de febrer de 2011, va ser anunciat, i més tard confirmat per John Wetton a la seva web, que U.K. s'havia reagrupat per tocar dos concerts al Japó el 15 i 16 d'abril. La formació consistia en Jobson i Wetton, amb Minnemann i Alex Machacek tocant la bateria i la guitarra respectivament. Shows als Estats Units, els quals incloïen un show a San Francisco, van ser anunciats i duts a terme l'abril del mateix any. Un DVD anomenat "Reunion: Live in Tokyo" recull aquests concerts des del seu llançament l'any 2013.
Bozzio, l'antic bateria d'U.K., s'hi va unir per a una gira per Amèrica l'any 2012. La formació per la subseqüent gira europea incloïa els musics Gary Husband (bateria) i altre cop Alex Machacek a la guitarra.
El 2013, U.K. va realitzar la gira "Azure Seas" amb Machacek, una vegada més com a guitarrista, i una gira per la costa est dels EUA amb Virgil Donati tocant la bateria en lloc de Bozzio, qui va tornar a abandonar la banda. El 8 de novembre d'aquell any, la banda va fer un concert especial interpretant dos àlbums d'estudi a Kawasaki, Japó. El bateria aquesta vegada va ser Marco Minnemann.
U.K. va aparèixer a l'edició de 2014 del festival de rock progressiu "Cruise to the Edge". La formació altre cop incloïa Machacek i Donati. El 2015 la banda va anunciar la seva gira mundial final, que també va comptar amb Donati i Machacek. No obstant, Donati va ser substituït pel bateria de Dream Theater, Mike Mangini, per a les dates finals dels Estats Units i Japó.

## Estil musical
Al llarg de la seva breu existència, la música d'U.K. es va caracteritzar per una musicalitat virtuosa, harmonies jazzístiques, amalgames rítmics, solos de violí elèctric, i variacions inusuals de sonoritats del sintetitzador (Yamaha CS-80). En relació als gèneres musicals específics, la banda va englobar estils des del rock progressiu fins al Jazz Fusió.

## Discografia

### Àlbums d'estudi
| Any  | Àlbum        | EUA | Regne Unit |
| ---- | ------------ | --- | ---------- |
| 1978 | U.K.         | 65  | 43         |
| 1979 | Danger Money | 45  | —          |

### Àlbums en directe
| Any  | Àlbum                    | EUA | Regne Unit | Notes                                                                                  |
| ---- | ------------------------ | --- | ---------- | -------------------------------------------------------------------------------------- |
| 1979 | Night After Night        | 109 | —          | En directe 1979. Enregistrat a Nakano Sun Plaza Hall i Nippon Seinenkan, Tòquio, Japó. |
| 1999 | Concert Classics, Vol. 4 | —   | —          | En directe 1978. Rellançat com a Live in America i Live in Boston.                     |
| 2013 | Reunion – Live in Tokyo  | —   | —          | En directe 2011.                                                                       |
| 2015 | Curtain Call             | —   | —          | En directe 2013.                                                                       |

## Formacions
| Membres - Eddie Jobson – teclats, cors, violí (1977–1980, 2009, 2011–2015) - John Wetton – baix elèctric, vocalista (1977–1980, 2009, 2011–2015; mort 2017) - Allan Holdsworth – guitarra elèctrica (1977–1978; mort 2017) - Bill Bruford – bateria, percussió (1977–1978) - Terry Bozzio – bateria, percussió (1978–1980, 2012, 2013) | Membres en gires - Tony Levin – chapman stick (2009) - Greg Howe – guitarra (2009) - Alex Machacek – guitarra elèctrica (2011, 2012–2015) - Marco Minnemann – bateria, percussió (2009, 2011, 2013) - Gary Husband – bateria, percussió drums, percussion (2012) - Virgil Donati – bateria, percussió (2013-2015) - Mike Mangini – bateria, percussió (2015) |